# Liste der Stolpersteine in Hagen
Die Liste der Stolpersteine in Hagen enthält alle Stolpersteine, die im Rahmen des gleichnamigen Projekts von Gunter Demnig in Hagen verlegt wurden. Mit ihnen soll an Opfer des Nationalsozialismus erinnert werden, die in Hagen lebten und wirkten. Die Stolpersteinverlegungen werden in Hagen von öffentlichen Stellen, Kirchengemeinden, Vereinen, Schulen, Firmen und privaten Personen finanziert.

## Verlegte Stolpersteine
| Bild                                                                                      | Person, Inschrift | Adresse                                                                  | Verlege- datum | weitere Informationen |
| ----------------------------------------------------------------------------------------- | --- | ------------------------------------------------------------------------ | --- | --- |
| Hagen, Stolperstein Goldmann Lazar                                                        | Hier wohnte Lazar Goldmann Jg.1874 deportiert Richtung Osten ermordet | Goldbergstraße 4, Hagen-Mitte ·                                          | 9. Dez. 2009 | Stolperstein für Lazar Goldmann (* 17.03.1874 in Leżajsk). Er und Ehefrau Syma betrieben eine Großhandlung für Kurz-, Woll- und Baumwollwaren in der Frankfurter Straße 98. Die Eheleute Goldmann mussten ihr Geschäft aufgeben und wurden im Jahre 1938 zwangsweise nach Polen „abbefördert“ und dort an einem unbekannten Ort ermordet. Israel Goldmann, Frankfurter Straße 98, war 1937 in die USA ausgewandert. |
| Hagen, Stolperstein Goldmann Syma                                                         | Hier wohnte Syma Goldmann Jg.1876 deportiert Richtung Osten ermordet | Goldbergstraße 4, Hagen-Mitte ·                                          | 9. Dez. 2009 | Stolperstein für Syma Goldmann geb. Jama (* 18.07.1876 in Lowyjsk). Sie und Ehemann Lazar wurden im Jahre 1938 zwangsweise nach Polen „abbefördert“ und dort an einem unbekannten Ort ermordet. |
| Hagen, Stolperstein Wagner Nathan                                                         | Hier wohnte Nathan Wagner Jg.1895 deportiert 1943 Auschwitz ermordet | Goldbergstraße 4, Hagen-Mitte ·                                          | 9. Dez. 2009 | Stolperstein für Nathan Wagner (* 30.09.1894 in Łańcut). Familie Wagner besaß ein Konfektionsgeschäft in der Goldbergstraße 4. Während des Novemberpogroms 1938 wurden alle jüdische Geschäfte in der Hagener Innenstadt demoliert, es wurden Schaufenster eingeschlagen und die Auslagen auf den Bürgersteig geworfen. Anschließend drang man in die Wohnungen ein, zertrümmerte alles oder warf es aus dem Fenster. So erging es auch der Familie Wagner. Nathan emigrierte nach Belgien und wurde 1943 von Mechelen aus deportiert. Sohn Herbert Wagner konnte 1938 nach Frankreich entkommen und wanderte von dort 1947 in die USA aus. |
| Hagen, Stolperstein Wagner Neche                                                          | Hier wohnte Neche Wagner geb. Jam Jg.1900 Flucht 1941 Belgien Flucht in den Tod 1943 | Goldbergstraße 4, Hagen-Mitte ·                                          | 9. Dez. 2009 | Stolperstein für Neche Wagner geb. Jam (1900–1943). Ehefrau von Nathan Wagner, sie flüchtete 1939 nach Belgien und kam dort 1943 ums Leben. |
| Dagobert gottschalk                                                                       | Hier wohnte Dagobert Gottschalk Jg.1879 deportiert 1943 ermordet in Sobibor | Badstraße 3, · Hagen-Mitte ·                                             | 3. Apr. 2008 | Stolperstein für den Bankier Dagobert Gottschalk (* 27.10.1879 in Düsseldorf; † 16.07.1943). Er war Teilhaber des Bankhauses Rossberg & Co. in Hagen. Er emigrierte in die Niederlande, kam dort am 05.06.1943 in das Sammellager Westerbork und anschließend in das Vernichtungslager Sobibor. Familie Gottschalk wohnte in der Villa Körnerstraße 48. Hilde Gottschalk (Shiller) wanderte 1933 nach Holland aus und von dort 1947 in die USA. |
| Hagen, Stolperstein Löwenstein Emmy                                                       | Hier wohnte Emmy Löwenstein Jg.1894 deportiert 1942 Theresienstadt ermordet in Auschwitz | Badstraße 3, · Hagen-Mitte ·                                             | 3. Apr. 2008 | Stolperstein für Emma Friederieke Löwenstein (* 22.01.1894 in Lippstadt). Ehefrau von Otto Löwenstein. |
| Hagen, Gottschalk Erich                                                                   | Hier wohnte Erich Gottschalk Jg.1912 deportiert 1943 ermordet in Sobibor | Badstraße 3, · Hagen-Mitte ·                                             | 3. Apr. 2008 | Stolperstein für Erich Gottschalk (1912–1943). Er wohnte bei seinen Eltern in der Körnerstraße 48. Deportiert von Holland aus. |
| Hagen, Stolperstein Löwenstein Erich                                                      | Hier wohnte Erich Löwenstein Jg.1914 deportiert 1942 Theresienstadt ermordet in Auschwitz | Badstraße 3, · Hagen-Mitte ·                                             | 3. Apr. 2008 | Stolperstein für Erich Löwenstein (1914–1942). Sohn von Otto und Emmy Löwenstein. |
| Hagen, Stolperstein Gottschalk Jenny                                                      | Hier wohnte Jenny Gottschalk Jg.1910 deportiert 1943 ermordet in Sobibor | Badstraße 3, · Hagen-Mitte ·                                             | 3. Apr. 2008 | Stolperstein für Jenny Gottschalk (1910–1943). Sie wohnte bei ihren Eltern in der Körnerstraße 48. Deportiert von Holland aus. |
| Hagen, Stolperstein Löwenstein Judith                                                     | Hier wohnte Judith Löwenstein Jg.1921 deportiert 1942 Theresienstadt ermordet in Auschwitz | Badstraße 3, · Hagen-Mitte ·                                             | 3. Apr. 2008 | Stolperstein für Judith Löwenstein (1921–1942). Tochter von Otto und Emmy Löwenstein. |
| Hagen, Stolperstein Gottschalk Liselotte                                                  | Hier wohnte Liselotte Gottschalk Jg.1890 deportiert 1943 ermordet in Sobibor | Badstraße 3, · Hagen-Mitte ·                                             | 3. Apr. 2008 | Stolperstein für Lieselotte Gottschalk (1890–1943). Ehefrau von dem Bankier Dagobert Gottschalk. Beide deportiert von Holland aus. |
| Hagen, Stolperstein Issler Oskar                                                          | Hier wohnte Oskar Issler Jg.1889 abtransportiert 1938 nach Polen ermordet | Badstraße 3, · Hagen-Mitte ·                                             | 3. Apr. 2008 | Stolperstein für den Manufakturwarenhändler Oskar Osias Issler (* 17.01.1889 in Radomyśl Wielki). Er und seine Familie wurden am 28.10.1938 in das Internierungslager Bentschen in Polen abgeschoben und später an unbekannter Stelle ermordet. Die Familie wohnte in der Eckeseyer Straße 6. Geschäftsräume waren in der Eckeseyer Straße 8. |
| Hagen, Stolperstein Issler Amalie                                                         | Hier wohnte Amalie Issler Jg.1890 abtransportiert 1938 nach Polen ermordet | Badstraße 3, · Hagen-Mitte ·                                             | 3. Apr. 2008 | Stolperstein für Malica Amalia Issler (* 24.06.1890 in Gadka). Ehefrau von Oskar Issler. Sie wurde am 28.10.1938 nach Bentschen in Polen abgeschoben. |
| Hagen, Stolperstein Löwenstein, Otto                                                      | Hier wohnte Otto Löwenstein Jg.1883 deportiert 1942 Theresienstadt ermordet in Auschwitz | Badstraße 3, · Hagen-Mitte ·                                             | 3. Apr. 2008 | Stolperstein für Otto Löwenstein (* 01.05.1883 in Borgholz). Ehemann von Emmy Löwenstein. |
| Hagen, Stolperstein Issler Rita                                                           | Hier wohnte Rita Issler Jg.1925 abtransportiert 1938 nach Polen ermordet | Badstraße 3, · Hagen-Mitte ·                                             | 3. Apr. 2008 | Stolperstein für Rita Issler (* 24.06.1925). Tochter von Oskar und Amalia Issler. |
| Hagen, Stolperstein Issler Sophie                                                         | Hier wohnte Sophie Issler Jg.1920 abtransportiert 1938 nach Polen ermordet | Badstraße 3, · Hagen-Mitte ·                                             | 3. Apr. 2008 | Stolperstein für Sophie Issler (* 1920). Tochter von Oskar und Amalia Issler. |
| Hagen, Stolperstein Apt                                                                   | Hier wohnte Moritz Apt Jg. 1896 „Schutzhaft“ 1938 Dachau Flucht Belgien interniert Mechelen deportiert 1943 Auschwitz ermordet 31.7.1943                                                        | Friedensstraße 47, Hagen-Altenhagen ·                                    | 7. Dez. 2018 | Stolperstein für den Manufakturwarenhändler Moritz Apt (* 15.12.1896 in Łódź; † 31.07.1943). Ehefrau Martha und Sohn Rolf flohen 1939 nach Belgien. |
| Hagen, Stolperstein Bohne                                                                 | Hier wohnte Heinrich Bohne Jg. 1907 Im Widerstand / KPD „Schutzhaft“ 1933 Steinwache Dortmund verhaftet 1935 Steinwache Dortmund gefoltert ermordet 1935                                        | Birkenhain 1, · Hagen-Altenhagen ·                                       | 7. Dez. 2018 | Stolperstein für den Arbeiter und Widerstandskämpfer (KPD) Heinrich Bohne (1907–1935). Sein Vater Wilhelm Bohne hat in seinem langen Leben schon harte Proben überstanden. Seine drei Söhne Willi, Ernst und Heinrich, bekannte Nazigegner, wandern seit zwei Jahren durch verschiedene Gefängnisse und Konzentrationslager. Trotzdem trifft ihn der nächste Schlag schwer: Am 2.9.1935 wird ihm mitgeteilt, dass sein Sohn Heinrich sich in der Zelle mit einem Bettlaken erhängt hat. In der Leichenhalle findet er aber Spuren von schwerer Folter! |
| Hagen, Stolperstein Drefsen                                                               | Hier wohnte August Drefsen Jg. 1884 politisch verfolgt SPD / Gewerkschaft gedemütigt / entrechtet Flucht in den Tod 21.8.1933                                                                   | Wielandplatz 2, Hagen-Eckesey ·                                          | 7. Dez. 2018 | Stolperstein für den von den Nazis politisch verfolgten Gewerkschaftler und SPD-Stadtverordneten August Drefsen (* 1884–21.08.1933). August Drefsen war Mitbegründer der Gemeinnützigen Wohnungsbau- und Siedlungsgenossenschaft, die viele Gebäude in Altenhagen, Eckesey und Emst-Bissingheim errichtete. Zunächst wurde er beschuldigt, Gelder veruntreut zu haben. Schließlich wollte man ihn zwingen, auf Genossenschaftshäusern die Hakenkreuzfahne zu hissen. Als er sich weigerte, wurde ihm befohlen, sich zum Abtransport bereitzuhalten. Kurz davor sah er keinen Ausweg mehr und nahm sich an seinem Hochzeitstag im Alter von nur 49 Jahren das Leben. |
| Hagen, Stolperstein Dunker                                                                | Hier wohnte Eduard Dunker Jg. 1924 verhaftet 1942 unerlaubtes entfernen von der Truppe Gefängnis Hagen von GESTAPO erschossen 12.4.1945 Steinbruch Donnerkuhle                                  | Franzstraße 79 vor der Gustav-Heinemann-Schule · Hagen-Oberhagen ·       | 7. Dez. 2018 | Stolperstein für den Kriegsverweigerer Eduard Dunker (* 1924–12.04.1945). Nach einem ersten unerlaubten Besuch 1942 bei seiner Mutter, wurde er zu 1½ Jahren Haft in Torgau verurteilt. Anschließend kam er nach Polen in ein Strafbataillon. Als Eduard Ende 1944 während seiner Dienstzeit wieder unerlaubt seine Mutter besucht, kam der 20 Jahre alte Soldat wegen unerlaubter Entfernung von der Truppe in das Hagener Gefängnis. Zwei Tage vor Ende des Krieges wurde er dann von der GESTAPO in einem Bombentrichter am Donnerkuhler Weg erschossen. |
| Hagen, Stolperstein König                                                                 | Hier wohnte Priester Heinrich König Jg. 1900 christlicher Widerstand verhaftet 20.9.1941 'Wehrkraftzersetzung' Dachau ermordet 24.6.1942                                                        | Oberer Altlohweg 14, Hagen-Emst ·                                        | 7. Dez. 2018 | Stolperstein für den katholischen Priester und Märtyrer Heinrich König (* 24.06.1900 in Höchst am Main; † 24.06.1942). Er starb im KZ Dachau einen qualvollen Tod nach Menschenversuchen durch die KZ-Ärzte. |
| Hagen, Stolperstein Mitze                                                                 | Hier wohnte Ilse Mitze Jg. 1925 verhaftet 1943 Bagatelldelikt Dortmund Sondergericht hingerichtet 12.5.1944 Dortmund                                                                            | Augustastraße 11, Hagen-Wehringhausen ·                                  | 21. Juni 2021 | Stolperstein für Ilse Mitze (14.2.1925–12.5.1944). Ilse Mitze war erst 19 Jahre alt, als sie unter dem Fallbeil starb. Sie ist ein Beispiel für die obsessive Beflissenheit, mit der die Nationalsozialisten in den letzten Kriegsjahren den Kreis ihrer Opfer erweiterten. Ilse Mitze war weder Jüdin noch politisch aktiv und arbeitete als Hausmädchen in der unteren Augustastraße. Dort hatte sie unter Einsatz ihres Lebens, während alle anderen im Bunker waren, nach einem Bombentreffer einige Gegenstände aus dem brennenden Wohnhaus gerettet. Dies wurde ihr schließlich zum Verhängnis, denn kurz darauf wurden einige gerettete Kleidungsstücke – Hemden, Schlüpfer und Strümpfe – bei ihr gefunden, Mitze wegen Plünderei zum Tode verurteilt. Der Richter ließ keine Gnade walten, denn Ilse Mitze galt als „Volksschädling“. Sie sei „dumm und frech“ gewesen und es habe mehrmals ein junger Mann bei ihr übernachtet. Sie wurde am 12. Mai 1944 in Dortmund geköpft.                                                                                        |
| Hagen, Stolperstein Weiss                                                                 | Hier wohnte Julius Weiß Jg. 1918 rassistisch verfolgt verhaftet 1940 Fort Zinna 1941 Dachau 1942 Sachsenhausen befreit                                                                          | Augustastraße 77, Hagen-Wehringhausen ·                                  | 21. Juni 2021 | Stolperstein für Julius Weiß (1918–2005). Der erste Sinto in Hagen, der hier einen Stolperstein bekommen hat. Weiß wurde 1939 die Eheschließung mit seiner schwangeren Braut in Hagen von den Nazis untersagt. Begründung: Als „Abkömmling von Zigeunern“ durfte er keine deutsche Frau heiraten. Ab 1940 war er vier Jahre in drei Vernichtungslager. Wie durch ein Wunder überlebte Weiß die Konzentrationslager und wurde 1945 von alliierten Soldaten gerettet. Neun andere Mitglieder seiner Familie hatten dieses Glück nicht. Julius Weiß starb 2005 in Hamm. |
| Hagen, Stolperstein Muermann                                                              | Hier wohnte Ferdinand Muermann eingewiesen 1916 Heilanstalt Warstein 'verlegt’ Juli 1941 Hadamar ermordet Juli 1941 „Aktion T4“                                                                 | Alleestraße 12, Hagen-Altenhagen ·                                       | 29. Dez. 2015 | Stolperstein für Ferdinand Muermann († Juli 1941), ermordet wegen seiner Behinderung. |
| Hagen, Stolperstein Pietzko                                                               | Hier wohnte Paul Pietzko Jg. 1906 Im Widerstand / KPD inhaftiert 1934-1939 verhaftet 9.2.1945 Gefängnis Dortmund-Hörde ermordet April 1945 Rombergpark / Dortmund                               | Voerder Straße 4, Hagen-Haspe ·                                          | 29. Aug. 2017 | Stolperstein für den Widerstandskämpfer Paul Pietzko (* 23.02.1906; † April 1945). Paul Pietzko hatte im Ersten Weltkrieg sein Augenlicht verloren, beteiligte sich dennoch mit Hilfe seines Blindenhundes am kommunistischen Widerstand und verteilte Flugblätter und sammelte Spenden. 1934 wurde er deshalb zu einer Zuchthausstrafe von fünf Jahren verurteilt. Ab März 1944 traf er sich mit zwei weiteren Hitler-Gegner um Pläne für die Zukunft nach dem Krieg zu schmieden. Sie wurden verraten und kurz vor Ende des Krieges Ostern 1945 im Dortmunder Rombergpark an einem Bombentrichter erschossen. |
| Hagen, Stolperstein Poremka                                                               | Hier wohnte Skrul Poremka Jg. 1900 ausgewiesen 1938 ermordet im besetzten Polen | Auf dem Steinbrink 6, Hagen-Haspe ·                                      | 29. Aug. 2011 | Stolperstein für Skrul Poremka (* 24.07.1900 in Zarnowiec). Richtig: Srul Poremba. Jude deutscher Volkszugehörigkeit der nach dem Vertrag von St. Germain polnischer Staatsangehöriger wurde und am 28. Oktober 1938 nach Polen ausgewiesen und dort 1944 im KZ Auschwitz ermordet wurde. |
| Hagen, Stolperstein Putzki                                                                | Hier wohnte Ernst Putzki Jg. 1902 eingewiesen 1943 Heilanstalt Warstein 'verlegt’ 29.9.1944 Heilanstalt Hadamar ermordet 9.1.1945                                                               | Franklinstraße 21, Hagen-Wehringhausen ·                                 | 7. Dez. 2018 | Stolperstein für den Arbeiter Ernst Putzki (* 15.03.1902 in Mettmann; † 09.01.1945 in Hadamar), ermordet wegen seiner Behinderung. „… keiner weiß, wer der Nächste ist …“ so Ernst Putzki am 3. September 1943 in einem Brief an seine Mutter. Im selben Brief schreibt er: „Die Menschen magern hier zum Skelett ab und sterben wie die Fliegen.“ Mit diesen Worten schildert Ernst Putzki die unmenschlichen Zustände in einer Todesanstalt für Menschen mit Behinderung. Brief von Ernst Putzki an seine Mutter vom 3. September 1943. |
| Hagen, Stolperstein Stargardter                                                           | Hier wohnte Dr. Julius Stargardter Jg. 1881 Berufsverbot 1938 gedemütigt / entrechtet Flucht in den Tod 30.11.1944                                                                              | Stresemannstraße 7 (ehem. General-Litzmann-Straße 7), · Hagen-Mitte ·    | 7. Dez. 2018 | Stolperstein für Dr. med. Julius Isidor Stargardter (* 19.02.1881 in Zempelburg; † 30.11.1944). Julius Stargardter war Internist und seit 1911 erster Kinderarzt in Hagen mit der Praxis in der General-Litzmannstraße 7. Er nahm sich das Leben, um der bevorstehenden Deportation zu entgehen. Bestattet wurde er am 9. Dezember 1944 auf dem Friedhof Delstern, Am Berghang 30. Dort erinnert an seinem Grab ein Ehrengrabschild an das tragische Schicksal des jüdischen Kinderarztes, der entrechtet und bis zu seinem Tod von den Nationalsozialisten verfolgt wurde. |
| Hagen, Stolperstein Ries Sally                                                            | Hier wohnte Sally Ries Jg.1870 deportiert 1942 ermordet in Auschwitz | Elberfelder Straße 4, Hagen-Mitte ·                                      | 7. Sep. 2006 | Stolperstein für Sally Ries (* 22.08.1870 in Heidenoldendorf). Sally Ries besaß eine Seidenwarenhandlung in der Elberfelder Straße 44. Sie wurde am 29.07.1944 nach Minsk deportiert. |
| Hagen, Stolperstein Rosenbaum Ernst                                                       | Hier wohnte Dr. Ernst Rosenbaum Jg.1895 deportiert 1943 ermordet in Auschwitz | Elberfelder Straße 4, Hagen-Mitte ·                                      | 7. Sep. 2006 | Stolperstein für Dr. jur. Ernst Rosenbaum (* 14.04.1895 in Hagen). Er war Rechtsanwalt in der Elberfelder Straße 4 und wohnte in der Uhlandstraße 5. Er wurde 1943 von Italien aus deportiert. Elfriede Rosenbaum, Uhlandstraße 5, wurde am 29.07.1942 deportiert und im KZ Theresienstadt ermordet. Charlotte Rosenbaum, Uhlandstraße 5, wanderte 1939 nach England aus. Julie Rosenbaum, Körnerstraße 1, wanderte 1937 in die USA aus. |
| Hagen, Stolperstein Sachs Otto                                                            | Hier wohnte Otto Sachs Jg. 1884 deportiert 1943 ermordet in Sobibor | Elberfelder Straße 30, Hagen-Mitte ·                                     | 7. Sep. 2006 | Stolperstein für Otto David Sachs (* 21.08.1884 in Kaiserslautern; † 21.05.1943). Familie Sachs besaß das Damenhutgeschäft „Lichtenhagen Nachfolger“ Elberfelder Straße 30. Während der antisemitischen Aktionen und Boykottaufrufe wurden mehrfach ihre Schaufenster eingeschlagen oder Fotos von Kunden gemacht die ihr Geschäft betreten wollten. Als sie es aufgeben mussten und arisiert an die Fa. Jürgens kam, gingen Otto und Ella Sachs mit ihren Töchtern 1936 nach Holland in den Untergrund, wurden dort aber im Mai 1943 von einem Holländer gegen eine Belohnung von 3000 Gulden an die Deutschen verraten und anschließend im Vernichtungslager Sobibor vergast. Die Töchter Hannelore (*23.01.1922) und Marianne Sachs (*24.11.1924) konnten versteckt in Holland bleiben und 1949 durch einen Onkel in die USA auswandern. |
| Hagen, Stolperstein Sachs Ella                                                            | Hier wohnte Ella Sachs geb. Süssmann Jg. 1890 deportiert 1943 ermordet in Sobibor | Elberfelder Straße 30, Hagen-Mitte ·                                     | 7. Sep. 2006 | Stolperstein für Ella Sachs geb. Süssmann (* 10.10.1890 in Alsbach; † 21.05.1943). Ehefrau von Otto Sachs. |
| Hagen, Stolperstein Löwenstein Otto                                                       | Hier wohnte Otto Löwenstein Jg. 1883 deportiert 1942 Auschwitz ermordet | Elberfelder Straße 30, Hagen-Mitte ·                                     | 9. Dez. 2009 | Stolperstein für Otto Löwenstein (* 01.05.1883 in Borgholz). Die Töchter von Otto und Emma Löwenstein, Ilse und Marion, konnten 1939 nach England entkommen. Familie Löwenstein wohnte in der Elberfelder Straße 30. Dort wohnte auch Toni Tono Blume Löwenstein (* 04.10.1876 in Belecke; † 23.09.1942), deportiert am 27.07.1942 nach Theresienstadt und im Vernichtungslager Treblinka ermordet. |
| Hagen, Stolperstein Löwenstein Ruth                                                       | Hier wohnte Ruth Löwenstein Jg. 1922 deportiert 1942 Auschwitz ermordet | Elberfelder Straße 30, Hagen-Mitte ·                                     | 9. Dez. 2009 | Stolperstein für Ruth Löwenstein (* 09.05.1922 in Lippstadt). Sie wurde 1942 nach Theresienstadt deportiert und 1944 im KZ Auschwitz ermordet. |
| Hagen, Stolperstein Löwenstein Emma                                                       | Hier wohnte Emma Löwenstein geb. Stern Jg. 1894 deportiert 1942 Auschwitz ermordet | Elberfelder Straße 30, Hagen-Mitte ·                                     | 9. Dez. 2009 | Stolperstein für Emma Friederieke Löwenstein geb. Stern (* 22.01.1894 in Lippstadt). Ehefrau von Otto Löwenstein. |
| Hagen, Stolperstein Wissner                                                               | Hier wohnte Johann Wißner Jg. 1897 Im Widerstand / KPD verhaftet 1934 1936 Buchenwald entlassen April 1939 verhaftet 9.2.1945 Gefängnis Dortmund-Hörde ermordet April 1945 Rombergpark/Dortmund | Elberfelder Straße 68, Hagen-Mitte ·                                     | 7. Dez. 2018 | Stolperstein für den Widerstandskämpfer (KPD) Johann Wißner (* 28.12.1897; † April 1945). Johann Wißner wurde 1934 zu einer Haftstrafe von 2½ Jahren verurteilt, weil er unter anderem illegale Flugblätter verteilt hatte. Nach Verbüßung der Haft wurde er ins KZ Buchenwald verschleppt und erst im April 1939 entlassen. Ab März 1944 traf er sich mit zwei weiteren Hitler-Gegner um Pläne für die Zukunft nach dem Krieg zu schmieden. Sie wurden verraten und kurz vor Ende des Krieges Ostern 1945 im Dortmunder Rombergpark an einem Bombentrichter erschossen. |
| Hagen, Stolperstein Cohen Hermann                                                         | Hier wohnte Dr. Hermann Cohen Jg. 1881 deportiert 1942 ermordet in Auschwitz | Prentzelstraße 5, Hagen-Mitte ·                                          | 9. Dez. 2009 | Stolperstein für Dr. jur. Hermann Cohen (* 09.09.1881 in Lüdenscheid; † 30.09.1942). Er wohnte in der Prentzelstraße 5, war Rechtsanwalt und führte als Sozius in der Bahnhofstraße 11 zusammen mit Justizrat und Notar Adolf Nassau († 1937) eine renommierte Anwaltskanzlei. Am Boykotttag 1. April 1933 verwüsteten SA- und SS-Männer ihre Kanzlei. Nach dem Novemberpogrom 1938 wurde er bis zum 23.11.1938 im KZ Sachsenhausen inhaftiert. Am 7.12.1938 emigrierte Hermann Cohen nach Holland. Von dort wurde er am 10.8.1942 ab dem Sammellager Westerbork deportiert und anschließend im KZ Auschwitz ermordet. Dr. Robert Cohen, Prentzelstraße 5, war 1933 nach Frankreich ausgewandert. Adolf Nassau war von 1908 bis zu seinem Tode 1937 Vorsitzender der jüdischen Kultusgemeinde Hagen. |
| Hagen, Stolperstein Cohen Else                                                            | Hier wohnte Else Cohen Jg. 1885 deportiert 1942 ermordet in Auschwitz | Prentzelstraße 5, Hagen-Mitte ·                                          | 9. Dez. 2009 | Stolperstein für Else Cohen (1885–1942). |
| Hagen, Stolperstein Cohen Walter                                                          | Hier wohnte Walter Cohen Jg. 1912 deportiert 1942 ermordet in Auschwitz | Prentzelstraße 5, Hagen-Mitte ·                                          | 9. Dez. 2009 | Stolperstein für Walter Cohen (* 24.11.1912 in Hagen; † 16.08.1942), deportiert 1942 von Holland aus. |
| Hagen, Stolperstein Gumprich Jenny                                                        | Hier wohnte Jenny Gumprich geb. Levy Jg. 1882 deportiert 1942 Richtung Osten ermordet | Voerderstraße 58a, Hagen-Haspe ·                                         | 6. Dez. 2011 | Stolperstein für Jenny Gumprich geb. Levy (* 09.09.1882 in Hohenlimburg). Die Familie Gumprich lebte in Haspe vom Viehhandel und besaß ein Zweifamilienhaus mit Stallungen und großer Weide. Die Söhne Heinz und Helmut Gumprich wanderten 1934 nach Palästina aus, Kurt folgte 1936, Werner 1938 und Jennys Ehemann David 1939. Im Frühjahr 1939 versuchten die übrigen Familienmitglieder auf einer Mittelmeer-Rundreise (ab Bremen) mit dem Schiff „Belgrad“ wochenlang in jedem Hafen Asyl zu bekommen – vergeblich. Später abgeschoben und wieder zurück in Deutschland wurden sie 1942 nach Polen deportiert und im Ghetto Zamość ermordet. Das Haus der Familie wurde bis 1952 von der Stadt verwaltet, danach verkauften es die Nachkommen. |
| Hagen, Stolperstein Gumprich Erich                                                        | Hier wohnte Erich Gumprich Jg. 1910 deportiert 1942 Richtung Osten ermordet | Voerderstraße 58a, Hagen-Haspe ·                                         | 6. Dez. 2011 | Stolperstein für den Viehhändler Erich Gumprich (11.07.1910–1942). Ältester Sohn von Jenny und David Gumprich († 15.09.1957 in Hagen). |
| Hagen, Stolperstein Gumprich Herbert                                                      | Hier wohnte Herbert Gumprich Jg. 1911 deportiert 1942 Richtung Osten ermordet | Voerderstraße 58a, Hagen-Haspe ·                                         | 6. Dez. 2011 | Stolperstein für Herbert Gumprich (24.09.1911–1942). Sohn von Jenny und David Gumprich. |
| Hagen, Stolperstein Gumprich Martha                                                       | Hier wohnte Martha Gumprich geb. Gustreich Jg. 1911 deportiert 1942 Richtung Osten ermordet | Voerderstraße 58a, Hagen-Haspe ·                                         | 6. Dez. 2011 | Stolperstein für Martha Gumprich geb. Gutreich (24.08.1911–1942). Ehefrau von Erich Gumprich. |
| Hagen, Stolperstein Gumprich Waltraud                                                     | Hier wohnte Waltraut Gumprich Jg. 1937 deportiert 1942 Richtung Osten ermordet | Voerderstraße 58a, Hagen-Haspe ·                                         | 6. Dez. 2011 | Stolperstein für Waltraut Gumprich (31.07.1937–1942). Tochter von Martha und Erich Gumprich. |
| Hagen, Stolperstein Heilbronn Max                                                         | Hier wohnte Max Heilbronn Jg.1886 deportiert 1942 ermordet in Auschwitz | Kölner Straße 20, Hagen-Haspe ·                                          | 6. Dez. 2011 | Stolperstein für den Kaufmann Max Heilbronn (06.04.1886–29.01.1943). Er betrieb in Haspe ein Manufakturwarengeschäft (Strumpfhaus und Weisswaren) in der Kölner Straße 20. Nach dem Novemberpogrom 1938 wurde es als letztes jüdisches Geschäft in Haspe geschlossen. Max Heilbronn war Vereinsmitglied und zeitweise Sprecher der jüdischen RjF-Sportgruppe/Schild Hagen. Schon 1846 werden die Vorfahren der Familie Heilbronn in Hagen mit den beiden Metzger Abraham und Simon Heilbron erwähnt. |
| Hagen, Stolperstein Heilbronn Johanna                                                     | Hier wohnte Johanna Heilbronn geb. Stern Jg.1899 deportiert 1942 ermordet in Auschwitz | Kölner Straße 20, Hagen-Haspe ·                                          | 6. Dez. 2011 | Stolperstein für Johanna Heilbronn geb. Stern (26.01.1899–29.01.1943). Ehefrau von Max Heilbronn. |
| Hagen, Stolperstein Sieben Anna                                                           | Hier arbeitete Anna Sieben Alter unbekannt deportiert 1942 ermordet in Auschwitz | Kölner Straße 20, Hagen-Haspe ·                                          | 6. Dez. 2011 | Stolperstein für Anna Sieben (Alter unbekannt). Anna wurde zusammen mit der Familie Heilbronn, in deren Geschäft sie arbeitete, deportiert und ermordet. |
| Hagen, Stolperstein Heilbronn Helga                                                       | Hier wohnte Helga Heilbronn geb. Jam Jg.1932 deportiert 1942 ermordet in Auschwitz | Kölner Straße 20, Hagen-Haspe ·                                          | 6. Dez. 2011 | Stolperstein für Helga Heilbronn (22.01.1932–29.01.1943). Tochter von Max und Johanna Heilbronn. |
| Hagen, Stolperstein Kadden Elfriede                                                       | Hier wohnte Elfriede Kadden Jg.1892 deportiert 1942 Theresienstadt ermordet 2.7.1944 | Bergischer Ring 10, Hagen-Mitte ·                                        | 23. Jan. 2013 | Stolperstein für Elfriede Kadden (* 10.04.1892 in Hagen; † 02.07.1944). Sie war Sprachlehrerin in der jüdischen Schule und wohnte in der Gartenstraße 2a. |
| Hagen, Stolperstein Kadden Siegmund                                                       | Hier wohnte Siegmund Kadden Jg.1884 deportiert 1942 ermordet in Majdanek | Bergischer Ring 10, Hagen-Mitte ·                                        | 23. Jan. 2013 | Stolperstein für den Kaufmann Siegmund Kadden (* 06.06.1884 in Annen/Hörde). Familie Kadden besaß ein Lebensmittelgeschäft mit Kaffeegroßrösterei in der Mittelstraße 3. Ihr Geschäft wurde arisiert und von der Firma Altemühle übernommen. Ernst Kadden wanderte 1934 nach Südafrika aus, Hilda Kadden folgte ihm 1937. Albert und Frieda Kadden, Marienstraße 13, folgten ihm 1935 und Ilse Kadden, Gartenstraße 2, folgte ihm 1937 nach Südafrika. |
| Hagen, Stolperstein Kadden Paula                                                          | Hier wohnte Paula Kadden geb. Silberberg Jg.1893 deportiert 1942 ermordet im besetzten Polen | Bergischer Ring 10, Hagen-Mitte ·                                        | 23. Jan. 2013 | Stolperstein für Paula Kadden geb. Silberberg (* 13.09.1893 in Ergste). Ehefrau von Siegmund Kadden. Sie wurde in das besetzte Polen deportiert und dort an einem unbekannten Ort ermordet. |
| Hagen, Stolperstein Kadden Rita                                                           | Hier wohnte Rita Kadden Jg.1922 deportiert 1942 ermordet im besetzten Polen | Bergischer Ring 10, Hagen-Mitte ·                                        | 23. Jan. 2013 | Stolperstein für Rita Kadden (* 26.03.1922). Tochter von Siegmund und Paula Kadden. Sie wurde in das besetzte Polen deportiert und an einem unbekannten Ort ermordet. |
| Hagen, Stolperstein Kadden Hans Siegbert                                                  | Hier wohnte Hans Siegbert Kadden Jg.1924 deportiert 1942 ermordet in Zamosc | Bergischer Ring 10, Hagen-Mitte ·                                        | 23. Jan. 2013 | Stolperstein für Hans Siegbert Kadden (* 18.03.1924). Sohn von Siegmund und Paula Kadden. |
| Hagen, Stolperstein Janowski Max                                                          | Hier wohnte Max Janowski Jg.1890 deportiert 1943 ermordet in Auschwitz | Mittelstraße 3, · Hagen-Mitte ·                                          | 7. Sep. 2006 | Stolperstein für den Kaufmann Max Mendel Janowski (* 13.01.1890 in Łódź). Er besaß in der Mittelstraße 3 ein Herrenkonfektionsgeschäft. Die Tochter Margot Janowski konnte 1939 nach England entkommen und 1950 nach Israel auswandern. Simon und Sophie Janowski, Elberfelder Straße 30, wanderten 1938 nach Palästina aus. |
| Hagen, Stolperstein Janowski Maria                                                        | Hier wohnte Maria Janowski geb. Wolkowitz Jg.1889 deportiert 1943 ermordet in Auschwitz | Mittelstraße 3, · Hagen-Mitte ·                                          | 7. Sep. 2006 | Stolperstein für Maria Janowski geb. Wolkowitz (* 1889). Ehefrau von Max Janowski. |
| Hagen, Stolperstein Janowski Sophie                                                       | Hier wohnte Sophie Janowski Jg. 1916 deportiert 1943 ermordet in Auschwitz | Mittelstraße 3, · Hagen-Mitte ·                                          | 7. Sep. 2006 | Stolperstein für Sophie Janowski (* 1916). Tochter von Max und Maria Janowski. Ihre Schwester Margot konnte 1939 nach England entkommen und 1950 nach Israel auswandern. |
| Hagen, Stolperstein Miner Jacob                                                           | Hier wohnte Jacob Miner Jg.1891 deportiert Richtung Polen ??? | Mittelstraße 1, · Hagen-Mitte ·                                          | 7. Sep. 2006 | Stolperstein für den Kaufmann Jacob Min(n)er (* 05.04.1891 in Jarosław). Familie Minner betrieb eine Textilgroßhandlung in der Hochstraße 65. Jacob, seine Frau Minna und Tochter Regina wurden am 28.10.1938 nach Polen abgeschoben und dort an einem unbekannten Ort ermordet. |
| Hagen, Stolperstein Miner Minna                                                           | Hier wohnte Minna Miner geb. Schweber Jg.1896 deportiert Richtung Polen ??? | Mittelstraße 1, · Hagen-Mitte ·                                          | 7. Sep. 2006 | Stolperstein für Minna Mindel Min(n)er geb. Schweber (* 14.08.1896 in Pruchnik). Ehefrau von Jacob Minner. Der Sohn von Minna Minner aus erster Ehe, Joachim Max Schneck (* 02.05.1920) konnte 1935 durch einen Onkel nach Palästina auswandern. Er nahm dort den hebräisierten Namen Mordechai Sharon an. |
| Hagen, Stolperstein Miner Regina                                                          | Hier wohnte Regina Miner Jg. 1926 deportiert Richtung Polen ??? | Mittelstraße 1, · Hagen-Mitte ·                                          | 7. Sep. 2006 | Stolperstein für Regina Min(n)er (* 09.07.1926 in Hagen). Tochter von Jacob und Minna Minner. |
| Hagen, Stolperstein Lücke Julius                                                          | Hier erschossen von SA Julius Lücke Jg.1899 28. Mai 1931 | Mittelstraße 6 · Hagen-Mitte ·                                           | 7. Sep. 2006 Stolperstein Lücke beschädigt | Stolperstein für den Widerstandskämpfer Julius Lücke (06.11.1899–28.05.1931). Am 28. Mai 1931 schossen SA-Leute, die an einer NSDAP-Veranstaltung in der Hagener Stadthalle teilgenommen hatten und in Formation durch die Mittelstraße marschierten, in eine Ansammlung protestierender Nazigegner und Passanten. Hubert Ernst, Julius Lücke und Emil Wagner starben, zwanzig weitere Personen wurden zum Teil schwer verletzt. |
| Hagen, Stolperstein Ernst Hubert                                                          | Hubert Ernst Jg.1910 1. Juni 1931 | Mittelstraße 6 · Hagen-Mitte ·                                           | 7. Sep. 2006 Stolperstein Lücke beschädigt | Stolperstein für den Widerstandskämpfer Hubert Ernst (* 1910 –01.06.1931). |
| Hagen, Stolperstein Wagner Emil                                                           | Emil Wagner Jg.1913 28. Mai 1931 | Mittelstraße 6 · Hagen-Mitte ·                                           | 7. Sep. 2006 Stolperstein Lücke beschädigt | Stolperstein für den Widerstandskämpfer Emil Wagner (* 1913–28.05.1931). |
|                                                                                           | Hermann Vogelsang Jg.1867 deportiert 1942 Theresienstadt ermordet | Mittelstraße 6 · Hagen-Mitte ·                                           | 3. Apr. 2008 | Fachwerkhaus in Hohenlimburg, Lohmannstraße 6. Früher Mittelstraße 6 und bis in die 1930er Jahre Metzgerei und Wohnhaus der jüdischen Familie Vogelsang. Metzgermeister Herz Heinz Vogelsang (27.10.1867–25.06.1943) war nach der Pogromnacht 1938 bis 28.11.1938 im KZ Sachsenhausen interniert, danach mit seiner Ehefrau Paula im sogenannten Judenhaus in Hagen, Potthofstraße 16 zwangseinquartiert. Von dort wurden beide am 29.07.1942 in das KZ Theresienstadt deportiert. |
|                                                                                           | Paula Vogelsang Jg. 1872 deportiert 1942 Theresienstadt ermordet | Mittelstraße 6 · Hagen-Mitte ·                                           | 3. Apr. 2008 | Paula Vogelsang geb. Meyberg (19.01.1872–30.03.1943). Ehefrau von Hermann Vogelsang. Beide Stolpersteine nicht mehr vorhanden. |
| Hagen, Stolperstein Landau Leopold                                                        | Hier wohnte Leopold Landau Jg.1858 deportiert 1942 Theresienstadt ermordet 12.11.1942 | Stresemannstraße 17, Hagen-Mitte ·                                       | 23. Jan. 2013 | Stolperstein für Leopold Levy Landau (* 11.12.1858 in Aldenhoven; † 12.11.1942). Sohn Kurt Landau, Zahnarzt in Priorei, konnte 1938 über Brüssel nach England entkommen. Tochter Martha überlebte als Bürokraft in einer Marburger Kaserne. |
| Hagen, Stolperstein Landau Käthe                                                          | Hier wohnte Käthe Landau geb. Wolf Jg.1866 deportiert 1942 Theresienstadt ermordet 12.11.1942                                                                                                   | Stresemannstraße 17, Hagen-Mitte ·                                       | 23. Jan. 2013 | Stolperstein für Käthe (Käthchen) Landau geb. Wolf (* 09.02.1866 in Bad Langenschwalbach; † 14.10.1942). Ehefrau von Leopold Landau. |
| Hagen, Stolperstein Landau Ida                                                            | Hier wohnte Ida Landau Jg.1896 deportiert 1942 Theresienstadt 1944 Auschwitz ermordet | Stresemannstraße 17, Hagen-Mitte ·                                       | 23. Jan. 2013 | Stolperstein für Ida Landau (* 14.10.1896 in Aldenhoven). Tochter von Leopold und Käthe Landau. Ermordet im KZ Bergen-Belsen. |
| Hagen, Stolperstein Loewenstein Levi                                                      | Hier wohnte Levi Loewenstein Jg.1879 deportiert 1942 Richtung Osten ??? | Alleestraße 33, Hagen-Altenhagen ·                                       | 23. Jan. 2013 | Stolperstein für Levi Loewenstein (* 15.10.1879 in Niederntudorf). Familie Loewenstein betrieb eine Altmetallhandlung. Tochter Grete war Schönheitspflegerin. Grete und ihr Bruder Hans Loewenstein entkamen 1938 bzw. 1939 in die USA. Während des Novemberpogroms 1938 mussten die erwachsenen Söhne der Familie Loewenstein die Zerstörung ihres Eigentums unter Aufsicht und Schlägen der SA-Männer selbst besorgen. Möbel und Gegenstände in der Wohnung und dem Büro aus dem Fenster werfen, und zuletzt alles Zerstörte zusammengekehrt in den Hinterhof bringen. Die Firma Loewenstein & Co. wurde Zwangsversteigert. |
| Hagen, Stolperstein Loewenstein Henriette                                                 | Hier wohnte Henriette Loewenstein geb. Oppenheimer Jg.1873 deportiert 1942 Zamosc ermordet | Alleestraße 33, Hagen-Altenhagen ·                                       | 23. Jan. 2013 | Stolperstein für Henriette Loewenstein geb. Oppenheimer (* 25.09.1873 in Essen). Ehefrau von Levi Loewenstein. Tochter Grete und Sohn Hans Loewenstein entkamen 1938 bzw. 1939 in die USA. |
| Hagen, Stolperstein Markus Max                                                            | Hier wohnte Max Markus Jg.1902 deportiert 1942 Auschwitz ??? | Rathausstraße 5 gegenüber Nr. 16 (ehem. Heidenstr. 5), Hagen-Mitte ·     | | Stolperstein für Max Markus (* 05.02.1902). Im Frühjahr 1939 versuchte das Ehepaar Markus auf einer Mittelmeer-Rundreise (ab Bremen) mit dem Schiff „Belgrad“ wochenlang in jedem Hafen Asyl zu bekommen – vergeblich. Später abgeschoben und wieder zurück in Deutschland wurden beide von den Nazis 1942 deportiert und wahrscheinlich im Ghetto Zamość ermordet. Zwischenzeitlich war Max Markus nach Monaco emigriert. |
| Hagen, Stolperstein Markus Berta                                                          | Hier wohnte Berta Markus geb. Beitcher Jg.1901 deportiert Auschwitz ??? | Rathausstraße 5 gegenüber Nr. 16 (ehem. Heidenstr. 5), Hagen-Mitte ·     | Stolperstein für Berta Baila Markus geb. Beitscher (* 04.05.1901 in Zglobien). Ehefrau von Max Markus, wahrscheinlich im Ghetto Zamość ermordet. | |
| Hagen, Stolperstein Isaac Johann                                                          | Hier wohnte Johann Isaak Jg.1890 ausgewiesen Auschwitz ??? | Rathausstraße 25, Hagen-Mitte ·                                          | | Stolperstein für den Kaufmann Johann Isaac (* 1890). Die Familie Isaac besaß einen Verkauf von Metzgereibedarfsartikeln in der Elberfelder Straße 86. Das Geschäft wurde arisiert und von der Darmhandlung Heinrich Keuter übernommen. Johann und seine Familienangehörigen wurden am 28.04.1942 nach Polen ausgewiesen und dort an einem unbekannten Ort ermordet. |
| Hagen, Stolperstein Isaac Lise                                                            | Hier wohnte Lise Isaak geb. Biermann Jg.1887 ausgewiesen Auschwitz ??? | Rathausstraße 25, Hagen-Mitte ·                                          | Stolperstein für Elisabeth Lise Johanna Isaac geb. Biermann (* 06.07.1887 in Iserlohn). | |
| Hagen, Stolperstein Isaac Emil                                                            | Hier wohnte Emil Isaak Jg.1878 ausgewiesen Auschwitz ??? | Rathausstraße 25, Hagen-Mitte ·                                          | Stolperstein für den Kaufmann Emil Isaac (* 23.05.1878 in Hagen). | |
| Hagen, Stolperstein Sonnenberg Jenny                                                      | Hier wohnte Jenny Sonnenberg Jg.1889 ausgewiesen Auschwitz ??? | Rathausstraße 25, Hagen-Mitte ·                                          | Stolperstein für Jenny Sonnenberg (* 21.02.1889 in Wolfenbüttel). Sie wohnte in der Augustastraße 99. Sie wurde nach Polen ausgewiesen und dort an einem unbekannten Ort ermordet. | |
| Hagen, Stolperstein Grünberg Berta                                                        | Hier wohnte Berta Grünberg geb. Friedländer Jg.1867 deportiert 1942 Theresienstadt ??? | Rathausstraße 25, Hagen-Mitte ·                                          | Stolperstein für Berta Grün(e)berg geb. Friedländer (* 10.06.1867 in Brilon; † 30.09.1942). Sie wurde am 29.07.1942 nach Theresienstadt deportiert und kam von dort am 23.09.1942 in das Vernichtungslager Treblinka. Familie Grüneberg wohnte in der Stresemannstraße 18. Josef Grüneberg konnte 1939 in die USA auswandern. | |
| Hagen, Stolperstein Grünberg Käthe                                                        | Hier wohnte Käthe Grünberg geb. Loewenstein Jg.1908 deportiert 1942 Zamosc ??? | Rathausstraße 25, Hagen-Mitte ·                                          | Stolperstein für Käthe Grün(e)berg geb. Löwenstein (* 12.07.1908). Käthe wurde am 30.04.1942 nach Zamość deportiert und dort wahrscheinlich ermordet. | |
| Hagen, Stolperstein Grünberg Walter                                                       | Hier wohnte Walter Grünberg Jg.1931 deportiert 1942 Zamosc ??? | Rathausstraße 25, Hagen-Mitte ·                                          | Stolperstein für Walter Grün(e)berg (* 20.07.1931). Laut Gedenkbuch und Literatur eigentlich Ludwig Ernst Grüneberg. Er wurde 1942 nach Zamość deportiert und dort wahrscheinlich ermordet. | |
| Hagen, Stolperstein Marx Klara                                                            | Hier wohnte Klara Marx geb. Rosenberg Jg.1872 deportiert 1942 ermordet 1944 Auschwitz | Stresemannstraße 18, Hagen-Mitte ·                                       | 23. Jan. 2013 | Stolperstein für Klara Marx geb. Rosenberg (* 20.05.1872 in Lübbecke). |
| Hagen, Stolperstein Marks Walter                                                          | Hier wohnte Walter Marx Jg.1905 „Schutzhaft“ 1938 Dachau deportiert 1941 Lodz/Litzmannstadt ermordet in Chelmno/Kulmhof                                                                         | Stresemannstraße 18, Hagen-Mitte ·                                       | 23. Jan. 2013 | Stolperstein für Walter Ernst Ludwig Marx (04.02.1905–08.05.1942). „Schutzhaft“ 1938 im KZ Dachau. Deportiert 1941 nach Łódź und in Chelmno ermordet. |
| Hagen, Stolperstein Mayerhof Juda                                                         | Hier wohnte Juda Mayerhof Jg.1880 Polenaktion 1938 ermordet im besetzten Polen | Hugo-Preuß-Straße 2 · (ehem. Göringstraße 2), Hagen-Mitte ·              | 23. Jan. 2013 | Stolperstein für den Händler Juda Mayerhof(f) (* 24.04.1880 in Dabrowa). Er betrieb Handel mit Säcken und Lumpen in der Göringstraße 2. Tochter Fanny Mayerhoff konnte 1938 in die USA auswandern. Juda und seine Frau Dorothea wurden am 28. September 1938 nach Polen abgeschoben und dort später an einem unbekannten Ort ermordet. |
| Hagen, Stolperstein Mayerhof Dorothea                                                     | Hier wohnte Dorothea Mayerhof geb. Grossband Jg.1882 Polenaktion 1938 ermordet im besetzten Polen                                                                                               | Hugo-Preuß-Straße 2 · (ehem. Göringstraße 2), Hagen-Mitte ·              | 23. Jan. 2013 | Stolperstein für Dorothea Devora Mayerhof(f) geb. Grossband (* 10.07.1882 in Żabno). Ehefrau von Juda Mayerhoff. |
| Hagen, Stolperstein Meyer Philipp                                                         | Hier wohnte Philipp Meyer Jg.1858 deportiert 1943 Theresienstadt ermordet 16.10.1943 | Dömbergstraße 34 · (Pelmkestraße 51), Hagen-Wehringhausen ·              | 29. Aug. 2017 | Stolperstein für Philipp Meyer (31.08.1858–16.10.1943). Geboren in Westpreußen. Sein Wohnhaus an der Ecke Dömberg-/Pelmkestraße wurde im Zweiten Weltkrieg zerstört. |
| Hagen, Stolperstein Meyer Mabel                                                           | Hier wohnte Mabel Meyer geb. Wittkowski Jg.1870 deportiert 1943 Theresienstadt 1944 Auschwitz ermordet                                                                                          | Dömbergstraße 34 · (Pelmkestraße 51), Hagen-Wehringhausen ·              | 29. Aug. 2017 | Stolperstein für Mabel Meyer geb. Wittkowski (09.06.1870–15.05.1944). Geboren in Australien. Ehefrau von Philipp Meyer. |
| Hagen, Stolperstein Rimpel Rosa                                                           | Hier wohnte Rosa Rimpel geb. Stern Jg.1878 deportiert 1942 Zamosc ermordet | Stresemannstraße 11 · (ehem. General-Litzmannstraße 11), · Hagen-Mitte · | 23. Jan. 2013 | Stolperstein für Rosa Rimpel geb. Stern (* 14.08.1878 in Rymanów). Familie Rimpel betrieb eine Manufakturwaren-Großhandlung in der General-Litzmannstraße 11. Im Frühjahr 1939 versuchte die Familie auf einer Mittelmeer-Rundreise (ab Bremen) mit dem Schiff „Belgrad“ wochenlang in jedem Hafen Asyl zu bekommen – vergeblich. Später abgeschoben und wieder zurück in Deutschland wurden alle von den Nazis am 28.04.1942 deportiert und im Ghetto Zamość ermordet. |
| Hagen, Stolperstein Rimpel Moritz                                                         | Hier wohnte Moritz Rimpel Jg.1906 „Schutzhaft“ 1938 Dachau deportiert 1942 Zamosc ermordet | Stresemannstraße 11 · (ehem. General-Litzmannstraße 11), · Hagen-Mitte · | 23. Jan. 2013 | Stolperstein für Moritz Rimpel junior (08.09.1906–1942). |
| Hagen, Stolperstein Rimpel Frieda                                                         | Hier wohnte Frieda Rimpel geb. Tanne Jg.1911 deportiert 1942 Zamosc ermordet | Stresemannstraße 11 · (ehem. General-Litzmannstraße 11), · Hagen-Mitte · | 23. Jan. 2013 | Stolperstein für Frieda Rimpel geb. Tanne (31.12.1911–1942). |
| Hagen, Stolperstein Rimpel Hanna Ruth                                                     | Hier wohnte Hanna Ruth Rimpel Jg.1931 deportiert 1942 Zamosc ermordet | Stresemannstraße 11 · (ehem. General-Litzmannstraße 11), · Hagen-Mitte · | 23. Jan. 2013 | Stolperstein für Hanna Ruth Rimpel (18.11.1931–1942). |
| Hagen, Stolperstein Rimpel Sami                                                           | Hier wohnte Sami Rimpel Jg.1939 deportiert 1942 Zamosc ermordet | Stresemannstraße 11 · (ehem. General-Litzmannstraße 11), · Hagen-Mitte · | 23. Jan. 2013 | Stolperstein für Sami Rimpel (27.11.1939–1942). |
| Hagen, Stolperstein Rosenthal Albert                                                      | Hier wohnte Albert Rosenthal Jg. 1879 deportiert 1943 ermordet in Auschwitz | Tillmannsstraße 9, Hagen-Haspe ·                                         | 6. Dez. 2011 | Stolperstein für den Kaufmann Albert Rosenthal (* 23.04.1879 in Annen/Hörde). Albert hatte im Ersten Weltkrieg (Eisernes Kreuz) gekämpft und war mit Vetter Hermann Rosenthal Inhaber der Gebr. Rosenthal Geschäfte in Haspe an der Kölner Straße 5 (Herrenmoden) und Voerder Straße 1-3 (Putzgeschäft, Teppichabteilung, Manufakturwaren Damen- und Hutabteilung). Im Rahmen der reichsweiten Boykottaktion am 1. April 1933 forderten SA-Posten vor den Geschäften Kunden auf, nur in christlichen Geschäften zu kaufen. 1935 sahen sich Rosenthals gezwungen, ihre Geschäfte aufzugeben. Sie wurden arisiert und von der Firma Ginsberg übernommen. Einmal wurden Albert und Hermann Rosenthal in der Tillmannstraße von Nazis überfallen und zusammengeschlagen. Nach der Pogromnacht war Albert bis 28.11.1938 im KZ Sachsenhausen inhaftiert. Am 02.03.1943 wurden Albert und seine Frau Selma deportiert und im KZ Auschwitz ermordet. Alberts Vetter Hermann konnte 1939 mit Ehefrau Emmy nach England emigrieren.                                                      |
| Hagen, Stolperstein Rosenthal Selma                                                       | Hier wohnte Selma Rosenthal geb. Kaufmann Jg. 1880 deportiert 1943 ermordet in Auschwitz | Tillmannsstraße 9, Hagen-Haspe ·                                         | 6. Dez. 2011 | Stolperstein für Selma Regina Rosenthal geb. Kaufmann (* 01.03.1880 in Moers). Ehefrau von Albert Rosenthal. Ihre Töchter Margot (* 02.06.1912; † 2009 in England) und Lore (* 31.05.1908; † 13.02.2006 in Haifa/Israel) konnten 1939 nach England entkommen. |
| Hohenlimburg, Stolperstein Schlesinger Henriette                                          | Hier wohnte Henriette Schlesinger geb. Rosenberg Jg. 1883 deportiert ermordet in Zamosc | Schillerstraße 6, Hagen-Eckesey ·                                        | 3. Apr. 2008 Verlegt in Hagen-Eckesey, Schillerstraße 6. Richtig: Hohenlimburg, Schillerstraße 6 (heute Preinstraße 6). | Stolperstein für Jettchen Henriette Schlesinger geb. Rosenberg (* 29.04.1883 in Hohenlimburg). Henriette Schlesinger wurde am 28. April 1942 von dem Platz vor der Hohenlimburger Synagoge aus deportiert und im Ghetto Zamość ermordet. |
| Hohenlimburg, Stolperstein Schlesinger Ruth                                               | Hier wohnte Ruth Schlesinger Jg. 1917 deportiert 1942 Theresienstadt ermordet 1943 | Schillerstraße 6, Hagen-Eckesey ·                                        | 3. Apr. 2008 Verlegt in Hagen-Eckesey, Schillerstraße 6. Richtig: Hohenlimburg, Schillerstraße 6 (heute Preinstraße 6). | Stolperstein für Ruth Schlesinger (* 24.01.1917). Sie wohnte bei ihrer Mutter in Hohenlimburg, Schillerstraße 6, und verzog 1935 nach Bonn und wurde von dort aus 1942 nach Sobibor deportiert und ermordet. Versehentlich wurde ihr Stolperstein und der ihrer Mutter Henriette Schlesinger in Hagen-Eckesey, Schillerstraße 6 verlegt. |
| Hagen, Stolperstein Mayberg Mathilde                                                      | Hier wohnte Mathilde Mayberg geb. Sternheim Jg. 1869 deportiert 1942 ermordet in Zamosc | Potthofstraße 16 vor der Synagoge, · Hagen-Mitte ·                       | 29. Dez. 2015 | Stolperstein für Mathilde Mayberg geb. Sternheim (1869–1943). Die Familien Mayberg, Sternheim und Oppenheimer waren in dem sogenannten Judenhaus in der Potthofstraße 16 zwangseinquartiert (Gemeindehaus der Jüdischen Gemeinde). |
| Hagen, Stolperstein Mayberg Else                                                          | Hier wohnte Else Mayberg Jg. 1900 deportiert 1942 Zamosk ermordet | Potthofstraße 16 vor der Synagoge, · Hagen-Mitte ·                       | 29. Dez. 2015 | Stolperstein für Else Mayberg (* 09.05.1900). Tochter von Mathilde Mayberg. |
| Hagen, Stolperstein Sternheim Wilhelm                                                     | Hier wohnte Wilhelm Sternheim Jg. 1878 deportiert 1942 Theresienstadt 1044 Auschwitz ermordet                                                                                                   | Potthofstraße 16 vor der Synagoge, · Hagen-Mitte ·                       | 29. Dez. 2015 | Stolperstein für den Kaufmann Wilhelm Sternheim (* 03.02.1878 in Ergste; † 15.05.1944). Er betrieb ein Geschäft für Manufakturwaren und Konfektion in der Hindenburgstraße 33. |
| Hagen, Stolperstein Sternheim Selma                                                       | Hier wohnte Selma Sternheim geb. Stern Jg. 1877 deportiert 1942 Theresienstadt 1044 Auschwitz ermordet                                                                                          | Potthofstraße 16 vor der Synagoge, · Hagen-Mitte ·                       | 29. Dez. 2015 | Stolperstein für Selma Sternheim geb. Stern (* 27.05.1877 in Hörde; † 15.05.1944). Ehefrau von Wilhelm Sternheim. |
| Hagen, Stolperstein Rosenbaum Elfriede                                                    | Hier wohnte Elfriede Rosenbaum geb. Wolff Jg. 1867 deportiert 1942 Theresienstadt ermordet 28.1.1944                                                                                            | Potthofstraße 16 vor der Synagoge, · Hagen-Mitte ·                       | 29. Dez. 2015 | Stolperstein für die Witwe Elfriede Rosenbaum geb. Wolff (* 31.03.1867 in Soest; † 28.01.1944). Sie wohnte in Wehringhausen, Uhlandstraße 5. |
| Hagen, Stolperstein Oppenheimer Johanna                                                   | Hier wohnte Johanna Oppenheimer geb. Cohen Jg. 1899 deportiert 1942 Zamosc ermordet | Potthofstraße 16 vor der Synagoge, · Hagen-Mitte ·                       | 29. Dez. 2015 | Stolperstein für Johanna Oppenheimer geb. Cohen (* 24.11.1899 in Dortmund). |
| Hagen, Stolperstein Oppenheimer Ruth                                                      | Hier wohnte Ruth Oppenheimer Jg. 1932 deportiert 1942 Zamosc ermordet | Potthofstraße 16 vor der Synagoge, · Hagen-Mitte ·                       | 29. Dez. 2015 | Stolperstein für Ruth Oppenheimer (* 21.08.1932). Tochter von Johanna Oppenheimer. |
| Hagen, Stolperstein Teitler Isidor Izak                                                   | Hier wohnte Isidor Izak Teitler Jg.1888 Polenaktion 1938 Bentschen ermordet im besetzten Polen                                                                                                  | Hindenburgstraße 1, Hagen-Mitte ·                                        | 23. Jan. 2013 Stolpersteine vor Wohnhaus Hindenburgstraße 5. | Stolperstein für den Kaufmann Isidor Izak (Isaak) Teitler (* 22.12.1888 in Stanisławów). Familie Teitler besaß eine Kurzwarenhandlung in der Hindenburgstraße 33. Die Familie wurde 1938 in das besetzte Polen verbracht und dort an einem unbekannten Ort ermordet. |
| Hagen, Stolperstein Teitler Regina                                                        | Hier wohnte Regina Teitler geb. Werner Jg.1894 Polenaktion 1938 Bentschen ermordet im besetzten Polen                                                                                           | Hindenburgstraße 1, Hagen-Mitte ·                                        | 23. Jan. 2013 Stolpersteine vor Wohnhaus Hindenburgstraße 5. | Stolperstein für Regina Teitler geb. Werner (* 17.12.1894 in Jasło). Ehefrau von Isidor Isaak Teitler. |
| Hagen, Stolperstein Teitler Betty                                                         | Hier wohnte Betty Teitler Jg.1923 Polenaktion 1938 Bentschen ermordet im besetzten Polen | Hindenburgstraße 1, Hagen-Mitte ·                                        | 23. Jan. 2013 Stolpersteine vor Wohnhaus Hindenburgstraße 5. | Stolperstein für Betty Teitler (* 01.08.1923). Tochter von Isidor Isaak und Regina Teitler. |
| Hohenlimburg, Stolperstein Mosbach                                                        | Hier wohnte Louis Mosbach Jg.1874 deportiert 1942 ermordet in Riga | Freiheitstraße 28 · Hohenlimburg ·                                       | 23. Jan. 2013 Stolperstein vor Lohmannstraße 1 Ecke Freiheitstraße. | Stolperstein für den Kaufmann Louis Ludwig Mosbach (* 04.11.1874 in Hohenlimburg). Der Witwer Louis Mosbach verzog 1937 nach Hannover und wurde von dort aus 1941 nach Riga deportiert und im dortigen Ghetto ermordet. Sohn Erwin (08.02.1907–1993) überlebte den Riga-Transport. Der Bruder von Louis, der Witwer Wilhelm Mosbach (11.06.1879–20.12.1936) besaß ein Modegeschäft, hatte im Ersten Weltkrieg gedient (Eisernes Kreuz), war SPD-Stadtverordneter zwischen 1924 und 1933 und aktiv im Hohenlimburger Bauverein tätig. Er erlebte als Folge der antijüdischen Maßnahmen einen rapiden wirtschaftlichen und persönlichen Niedergang und starb frühzeitig und verbittert 1936. Tochter Herta Mosbach (31.08.1909–1990) wanderte 1939 nach England aus. Die Eltern der Brüder Louis und Wilhelm waren Isaak Mosbach (1845–1903) und Amalie geb. Rosendahl (1840–1912). Die Limburger Vorfahren der Familie, die Anstreicher und Glaser Daniel Moses, Herz Moses und Isaac Moses, nahmen 1846 den Familienname Mosbach an.                                            |
| Hohenlimburg, Stolperstein Schönebaum                                                     | Hier wohnte Emilie Schönebaum geb. Mond Jg.1888 deportiert 1942 ermordet in Zamosc | Herrenstraße 14 · Hohenlimburg ·                                         | 3. Apr. 2008 | Stolperstein für Emilie (Emmy) Schönebaum geb. Mond (22.07.1888–1942). Emmy Schönebaum gehörte die Firma Louis Schönebaum, Kaufhaus für Manufaktur- und Modewaren. Nach dem frühen Tod ihres Mannes (1919) war später Hugo Loewenstein Inhaber des Geschäfts. Erster Boykott des Modegeschäfts am 1. April 1933. Mitte der 1930er Jahre wohnte Emmy Schönebaum in der Elberfelder Straße in Hagen. 1938 wurde die eingetragene Firma L. Schönebaum vom Amt zwangsgelöscht. Tochter Lotte (1913–2007) verließ Hohenlimburg schon 1931 und wanderte mit ihrem Verlobten Perez Chaim 1935 nach Palästina aus. Im Jahre 1938 besuchte Emmy Schönebaum sie dort, kehrte aber zurück und wurde 1942 von ihrem Elternhaus in Werl aus deportiert und ermordet. Einen Einblick in die damalige Situation vermitteln zahlreiche überlieferte Briefe der Emmy Schönebaum an die nach Palästina ausgewanderte Tochter. |
| Hohenlimburg, Stolperstein Levy Abraham                                                   | Hier wohnte Abraham Levy Jg. 1854 deportiert 1942 ermordet in Theresienstadt | Grünrockstraße 19 · ehem. Goethestr. 17 · Hohenlimburg ·                 | 3. Apr. 2008 | Stolperstein für Abraham Levy (13.09.1854–01.08.1942). Der Witwer Abraham Levy war von Beruf Händler und später Anstreichermeister gewesen, die bei ihm wohnende Tochter Erna Levy betrieb in der Goethestraße 13 eine Damenschneiderei. Sie wurde am 28. April 1942 von dem Platz vor der Hohenlimburger Synagoge aus deportiert und im Ghetto Zamość ermordet. Eine weitere Tochter, Jenny (* 09.09.1882), verheiratet mit David Gumprich aus Haspe, wurde auch ein Opfer der Nazis und ermordet. Während des Novemberpogroms 1938 wurde im Haus Goethestraße 17 im unteren Teil alles zerstört und der hochbetagte Abraham Levy die Treppe hinuntergestoßen. Später kam er nach Unna in ein Altersheim und wurde, obwohl gelähmt und krank, von dort 1942 nach Theresienstadt deportiert und ermordet. Sein Vater war der 1846 erwähnte Gerber Levi Heymann. Später vertauschte dieser die Namen und nannte sich Heymann Levi. |
| Hohenlimburg, Stolperstein Levy Erna                                                      | Hier wohnte Erna Levy Jg. 1887 deportiert 1942 ermordet in Zamosc | Grünrockstraße 19 · ehem. Goethestr. 17 · Hohenlimburg ·                 | 3. Apr. 2008 | Stolperstein für Erna Levy (* 12.09.1887). Sie wohnte bei ihrem Vater Abraham Levy und betrieb in der Goethestraße 13 eine Damenschneiderei. Sie wurde am 28. April 1942 von dem Platz vor der Hohenlimburger Synagoge aus deportiert und im Ghetto Zamość ermordet. |
| Hohenlimburg, Stolperstein Loewenstein, Paul                                              | Hier wohnte Paul Loewenstein Jg. 1887 deportiert 1942 ermordet in Zamosc | Freiheitstraße 27 · Hohenlimburg ·                                       | 3. Apr. 2008 | Stolperstein für den Metzgermeister Paul Dudu Loewenstein (* 15.07.1887 in Hohenlimburg). Erster Boykott seiner Metzgerei am 1. April 1933. Nach dem Novemberpogrom 1938 war er bis zum 16. Dezember 1938 im KZ Sachsenhausen inhaftiert. Danach im sog. Judenhaus (heute Jahnstraße 44) mit seiner Ehefrau Else zwangseinquartiert. Sie wurden am 28. April 1942 von dem Platz vor der Hohenlimburger Synagoge aus deportiert und im Ghetto Zamość ermordet. Das Eigentum der Familie wurde dem Hohenlimburger Heimatmuseum übereignet oder versteigert. |
| Hohenlimburg, Stolperstein Loewenstein Else                                               | Hier wohnte Else Loewenstein geb. Mayer Jg. 1887 deportiert 1942 ermordet in Zamosc | Freiheitstraße 27 · Hohenlimburg ·                                       | 3. Apr. 2008 | Stolperstein für Else Loewenstein geb. Mayer (* 03.07.1887 in Minden). Ehefrau von Metzgermeister Paul Dudu Loewenstein. Sie wurden am 28. April 1942 von dem Platz vor der Hohenlimburger Synagoge aus deportiert und im Ghetto Zamość ermordet. Ihre Töchter Ilse (* 15.03.1915) und Gerda (* 12.08.1917) konnten 1939 nach England fliehen. Sohn Max (* 27.12.1922) entkommt 1940 auf der „Patria“ nach Palästina. |
| Hohenlimburg, Stolperstein Loewenstein, Hugo                                              | Hier wohnte Hugo Loewenstein Jg. 1888 deportiert 1942 ermordet in Zamosc | In den Höfen 10 · Hohenlimburg ·                                         | 3. Apr. 2008 | Stolperstein für den Kaufmann Hugo Loewenstein (* 01.01.1889 in Hohenlimburg). Er war Inhaber des Kaufhauses Schönebaum in der Herrenstraße 14 und wohnte mit seiner Familie in Elsey, In den Höfen 10. Erster Boykott seines Modegeschäfts am 1. April 1933. Nach dem Novemberpogrom 1938 war Hugo bis zum 7. Dezember 1938 im KZ Sachsenhausen inhaftiert. Die Familie musste Geschäft und Wohnung aufgeben und wurde im sog. Judenhaus (heute Jahnstraße 44) mit den Familien seiner Brüder Otto und Paul Loewenstein zwangseinquartiert. Hugo und Otto Loewenstein nebst Max, dem Sohn von Paul Loewenstein, mussten in dieser Zeit in einem Tiefbau-Unternehmen (Zwangs-)Schwerstarbeit verrichten. Hugo, Berta, Georg und Anneliese Loewenstein wurden am 28. April 1942 von dem Platz vor der Hohenlimburger Synagoge aus deportiert und im Ghetto Zamość und KZ Majdanek ermordet. Das Eigentum der Familie wurde dem Hohenlimburger Heimatmuseum übereignet oder versteigert. Die Vorfahren der Familie Loewenstein lebten bereits im 18. Jahrhundert in Hohenlimburg. |
| Hohenlimburg, Stolperstein Loewenstein Berta                                              | Hier wohnte Berta Loewenstein geb. Mond Jg. 1890 deportiert 1942 ermordet in Zamosc | In den Höfen 10 · Hohenlimburg ·                                         | 3. Apr. 2008 | Stolperstein für Berta Loewenstein geb. Mond (* 21.09.1890 in Werl). Ehefrau von Hugo Loewenstein. Mutter von Georg und Anneliese (genannt Anneken) Loewenstein (* 28.12.1928). Obwohl Anneliese mit ihren Eltern und Bruder Georg zusammen deportiert wurde, vermutlich auch ermordet, ein Überleben unbekannt, fehlt für sie ein Stolperstein. Werner Loewenstein (* 1922) verzog 1937 nach Obernigk, wanderte später von dort nach England aus und nahm den Namen Peter Langton an. |
| Hohenlimburg, Stolperstein Loewenstein Georg                                              | Hier wohnte Georg Loewenstein Jg. 1928 deportiert 1942 ermordet in Zamosc | In den Höfen 10 · Hohenlimburg ·                                         | 3. Apr. 2008 | Stolperstein für Georg Loewenstein (* 21.06.1928). Sohn von Hugo und Berta Loewenstein. |
| Hohenlimburg, Stolperstein Meyberg Moritz                                                 | Hier wohnte Moritz Meyberg Jg. 1879 deportiert 1942 ermordet in Zamosc | Stennertstraße 16 · (ehem. Straße der SA) · Hohenlimburg ·               | 3. Apr. 2008 | Stolperstein für den Viehhändler Moritz Meyberg (* 28.03.1879 in Hohenlimburg). Während des Demolationszuges 1938 (Novemberpogrom) durch Hohenlimburg wurde auch Familie Meyberg „besucht“ und alles greifbare demoliert oder zerstört. Die Familie wurde am 28. April 1942 von dem Platz vor der Hohenlimburger Synagoge aus deportiert und im Ghetto Zamość ermordet. Das Eigentum der Familie wurde dem Hohenlimburger Heimatmuseum übereignet oder versteigert. Die seit Generationen in Hohenlimburg lebende Familie Meyberg wird 1821 mit dem Metzger Abraham Meyer erwähnt, der später den Familiennamen Meyberg annahm. Die Vorfahren der Familie Meyberg lebten bereits im 18. Jahrhundert in Hohenlimburg. |
| Hohenlimburg, Stolperstein Meyberg Lina                                                   | Hier wohnte Lina Meyberg geb. Ransenberg Jg. 1883 deportiert 1942 ermordet in Zamosc | Stennertstraße 16 · (ehem. Straße der SA) · Hohenlimburg ·               | 3. Apr. 2008 | Stolperstein für Lina Meyberg geb. Ransenberg (* 04.09.1883 in Meschede). Ehefrau von Moritz Meyberg. |
| Hohenlimburg, Stolperstein Meyber Paul                                                    | Hier wohnte Paul Meyberg Jg. 1895 deportiert 1942 ermordet in Zamosc | Stennertstraße 16 · (ehem. Straße der SA) · Hohenlimburg ·               | 3. Apr. 2008 | Stolperstein für Paul Meyberg (* 09.08.1895). Er war Metzger in der Metzgerei Adolf Meyberg, Bürgerplatz 3. |
| Hohenlimburg, Stolperstein Meyberg Kurt                                                   | Hier wohnte Kurt Meyberg Jg. 1910 deportiert 1942 ermordet in Zamosc | Stennertstraße 16 · (ehem. Straße der SA) · Hohenlimburg ·               | 3. Apr. 2008 | Stolperstein für den Kraftfahrer Kurt Meyberg (* 01.09.1910). Internierung bis 20.01.1939 im KZ Sachsenhausen. Deportiert am 30.04.1942 ab Dortmund. |
| Hohenlimburg, Stolperstein Stern Julius                                                   | Hier wohnte Julius Stern Jg. 1886 deportiert 1942 Minsk ermordet in Mali Trostinec | Wesselbachstraße 4 · Hohenlimburg ·                                      | 3. Apr. 2008 | Stolperstein für Julius Stern (* 02.02.1886 in Hohenlimburg). Die seit Generationen in Hohenlimburg lebende Familie Stern wird 1821 mit dem Pferdehändler Isaac Meyer erwähnt, der später den Familiennamen Stern annahm. 1846 werden vier Namen Stern geführt, drei als Handelsmann. Um 1884 erwarb der Althändler Julius Stern senior das Fachwerkhaus Wesselbachstraße 4. Sein Erbe Julius Stern junior wohnte mit Familie ab 1930 in dem Haus. Seit 1935 auch die ledige Jenny Weil, Schwester von Auguste Stern. Als Einziger der Familie überlebte Rolf Stern, er konnte 1938 als 15-Jähriger mit einem Kindertransport in die USA flüchten. Die übrigen Familienmitglieder zogen am 17.5.1938 zu Verwandten nach Meckenheim. Von dort aus wurden sie 1942 nach Minsk deportiert und in Maly Trostinec ermordet. Stolpersteine für die Familie sind auch in Meckenheim verlegt. |
| Hohenlimburg, Stolperstein Stern Auguste                                                  | Hier wohnte Auguste Stern geb. Weil Jg. 1887 deportiert 1942 Minsk ermordet in Mali Trostinec                                                                                                   | Wesselbachstraße 4 · Hohenlimburg ·                                      | 3. Apr. 2008 | Stolperstein für Auguste Stern geb. Weil (* 14.06.1887 in Rexingen). Ehefrau von Julius Stern. |
| Hohenlimburg, Stolperstein Weil Jenny                                                     | Hier wohnte Jenny Weil Jg. 1892 deportiert 1942 ermordet in Sobibor | Wesselbachstraße 4 · Hohenlimburg ·                                      | 3. Apr. 2008 | Stolperstein für Jenny Weil (* 14.08.1892 in Rexingen). Sie und drei ihrer Familienmitglieder zogen 1938 nach Meckenheim und wurden von dort aus 1942 deportiert und Jenny Weil im KZ Sobibor ermordet. |
| Hohenlimburg, Stolperstein Stern Rolf                                                     | Hier wohnte Rolf Stern Jg. 1923 Kindertransport 1938 USA | Wesselbachstraße 4 · Hohenlimburg ·                                      | 3. Apr. 2008 | Stolperstein für Rolf Stern (* 15.02.1923 in Hohenlimburg; † 27.11.2009 in Baltimore/USA). Sohn von Julius und Auguste Stern. Als Einziger seiner Familie überlebte Rolf Stern, er flüchtete am 13.9.1938 als 15-Jähriger mit einem Kindertransport aus Deutschland in die USA. |
| Hohenlimburg, Stolperstein Stern Margot                                                   | Hier wohnte Margot Stern Jg. 1927 deportiert 1942 Minsk ermordet in Mali Trostinec | Wesselbachstraße 4 · Hohenlimburg ·                                      | 3. Apr. 2008 | Stolperstein für Margot Stern (15.01.1927–1942). Tochter von Julius und Auguste Stern. Nach ihr wurde im Juni 2023 in Hohenlimburg zwischen Herrenstraße und Freiheitstraße der Margot-Stern-Platz benannt. Stellvertretend für alle ermordeten jüdischen Mitbürger/-innen Hohenlimburgs. |
|                                                                                           | Hier wohnte Eduard Eisig Kleinmann Jg. 1880 | Haldener Straße 207, Hagen ·                                             | 23. Jan. 2013 | Eduard Eisig Kleinmann (* 20.09.1880 in Podwoloczyska). Er und seine Ehefrau Amalie wurden am 28.10.1938 nach Bentschen in Polen ausgewiesen und dort später an einem unbekannten Ort ermordet. |
|                                                                                           | Hier wohnte Amalie Kleinmann Jg. 1872 | Haldener Straße 207, Hagen ·                                             | 23. Jan. 2013 | Amalie Kleinmann geb. Bernstein (* 22.03.1872 in Nowy Sącz). Sie und ihr Ehemann Eduard wurden am 28.10.1938 nach Bentschen in Polen ausgewiesen und dort später an einem unbekannten Ort ermordet. |
| Hohenlimburg, Stolperstein Pieper Henriette                                               | Hier wohnte Henriette Pieper Jg. 1877 deportiert 1944 ermordet in Theresienstadt | Preinstraße 1, Hohenlimburg ·                                            | 3. Apr. 2008 | Stolperstein für Henriette Jettchen Pieper geb. Stern (* 01.04.1877 in Hohenlimburg; † 19.01.1944). Sie wurde 1944 nach Theresienstadt deportiert und dort im Ghetto am 19.01.1944 ermordet. Ehemalige Schillerstraße 1; weitere Adresse Bergstraße 32. |
| Stolperstein Nicola Sinesi, Hagen-Eckesey, Droste-Hülshoff-Straße 27                      | Im Schmiedag-Lager interniert Nicola Sinesi Jg. 1905 Italien deportiert 1943 „Militärinternierter“ Zwangsarbeit Schutzraumverbot Tot bei Luftangriff 2.12.1944                                  | Droste-Hülshoff-Straße 27, · Hagen-Eckesey ·                             | 7. Dez. 2018 | Stolperstein für Nicola Sinesi (* 1905–02.12.1944). Sinesi war ein italienischer Soldat im Zweiten Weltkrieg und geriet, nachdem sich Italien im September 1943 aus dem Bündnis mit dem NS-Reich gelöst und einen Waffenstillstand mit den Alliierten geschlossen hatte, in deutsche Gefangenschaft. Er wurde nach Hagen deportiert und zur Arbeit bei der Firma Schmiedag in Eckesey gezwungen. Nicola Sinesi trug nur noch ein zerlumptes Hemd. Und er durfte, als die Briten am 2. Dezember 1944 einen Luftangriff auf Hagen flogen, keinen Bunker aufsuchen. Das war den Zwangsarbeitern verboten, sie galten im Dritten Reich als Untermenschen. Sinesi starb, zusammen mit 53 seiner Landesleute, im Bombenhagel. |
|                                                                                           | Hier wohnte Albert Koppel Jg. 1881 deportiert 1943 ermordet in Auschwitz | Lenneuferstraße 37, Hohenlimburg ·                                       | 3. Apr. 2008 | Der Metzger Albert Koppel (05.03.1881–1943), dessen Metzgerei und Haus im November 1938 zerstört worden war, wurde bis 07.12.1938 im KZ Sachsenhausen interniert. 1941 wurde er von Nachbarn wegen „langjähriger Rassenschande“ denunziert. Zeugenaussagen belegten 1949, dass die frei erfundenen Anschuldigungen in der Absicht erhoben wurden, Koppels Existenz zu vernichten. Albert Koppel wurde im Februar 1942 zu einer Freiheitsstrafe von sechs Jahren verurteilt, aus dem Zuchthaus 1943 deportiert und in Auschwitz umgebracht. Das Eigentum der Familie wurde dem Heimatmuseum übereignet oder versteigert. Verlegter Stolperstein nicht mehr vorhanden. |
|                                                                                           | Hier wohnte Paul Koppel Jg. 1887 ermordet in Auschwitz | Lenneuferstraße 37, Hohenlimburg ·                                       | 3. Apr. 2008 | Der Vertreter Paul Koppel (25.11.1887–1943) war 1933 Mitglied der SPD und des sozialdemokratischen „Reichsbanners“. Weitere Adresse: Hohenlimburg, Syburgweg 18. Umzug 1937 nach Hagen, Springe 4. Deportiert am 14. Mai 1943. Stolperstein nicht vorhanden. Erstmals wurde die jüdische Familie Koppel in Hohenlimburg 1819 mit Abraham und Simon Koppel erwähnt. |
|                                                                                           | Hier wohnte Julius Nierstenhöfer Jg. 1886 Im Widerstand / SPD verhaftet 1936 4 Jahre Zuchthaus verhaftet 9.2.1945 ermordet April 1945 Rombergpark/Dortmund                                      | Oegerstraße 79, Hohenlimburg ·                                           | 29. Aug. 2017 | Julius Nierstenhöfer (* 29.03.1886; † April 1945) war Sozialdemokrat und kandidierte bei der Stadtverordnetenwahl im März 1933 auf der Liste der Hohenlimburger SPD. Wegen Tätigkeit in einer kommunistischen Widerstandsgruppe wurde er 1936 zu vier Jahren Zuchthaus verurteilt. Nach seiner Entlassung schloss er sich als Hitler-Gegner wieder einer Widerstandsgruppe an. Die Gruppe wurde am 09.02.1945 denunziert und verhaftet. Anschließend in der Osterwoche 1945 im Dortmunder Rombergpark an einem Bombentrichter erschossen. Verlegter Stolperstein nicht mehr vorhanden. |
| Stolperstein Gerda Overbeck, Hagen-Wehringhausen, Grünstraße 35 (Krankenhaus).            | Gerda Overbeck Jg.1921 Zwangssterilisiert 6.6.1939 Krankenhaus Hagen Tot 23.6.1939 | Grünstraße 35 vor dem Krankenhaus, Hagen-Wehringhausen ·                 | 2. Dez. 2022 | Stolperstein für Gerda Ov(b)erbeck (* 05.11.1921; † 23.06.1939). Sie wohnte in der Albrechtstraße (Cuno-Siedlung), früher Neubraunaustraße 5. Die junge Frau wurde angeblich wegen „angeborenen Schwachsinns“ 1939 im Hagener Krankenhaus von einem Arzt zwangssterilisiert und starb an den Folgen des Eingriffs. Als ihr Termin dafür feststand, schrieb Gerda einen Brief an Hitler persönlich, in dem sie um Gnade bat. Daraufhin bekam der Amtsarzt die Aufforderung die Sterilisation so zeitnah wie möglich durchzuführen. Nachdem das 18-jährige Mädchen nicht freiwillig zu dem Termin erschienen war, führte die Polizei Gerda von ihrem Arbeitsplatz in der Fabrik Ruberg und Renner wie eine Schwerkriminelle ab. Sie starb an den Folgen der Operation. Als Todesursache wurde eine schwere Lungenentzündung angegeben. Ihr Stolperstein vor dem Krankenhaus soll stellvertretend an die ca. 1000 Sterilisierungsopfer in Hagen erinnern. |
| Stolperstein Martha Wassermann, Hagen-Wehringhausen, Bachstraße 56.                       | Hier wohnte Martha Wassermann Jg.1909 Zwangsabtreibung 14.3.1936 Krankenhaus Hagen ´Als geheilt entlassen´                                                                                      | Bachstraße 56, Hagen-Wehringhausen ·                                     | 2. Dez. 2022 | Stolperstein für Martha Wassermann (geb. 1909). Als sie 25 Jahre alt war, wurde sie schwanger. Im Februar 1936 wurde sie – wahrscheinlich im Rahmen einer Vorsorgeuntersuchung – beim Gesundheitsamt angezeigt. Der Arzt war der Meinung, Martha sei „erbbelastet“. Als Indiz ihrer „Minderwertigkeit“ wurde angeführt, dass sie als Kind an Rachitis gelitten habe und in der Schule sitzen geblieben sei. Außerdem war Martha schwanger, jedoch nicht verheiratet. Menschen, die den bürgerlichen Normen nicht entsprachen, wurden oft als „moralisch schwachsinnig“ abgestempelt, so auch Martha. Im März wurde sie im Allgemeinen Krankenhaus von Dr. Haver zwangssterilisiert. Außerdem wurde das Kind per Kaiserschnitt abgetrieben. Martha war im sechsten Monat schwanger. Dr. Haver, verantwortlich in der NS-Zeit für die meisten Zwangssterilisierungen und -abtreibungen in Hagen, erhielt 1955 das Bundesverdienstkreuz. |
| Stolperstein Leopold Laser, Hagen, Elberfelder Straße 89.                                 | Hier wohnte Leopold Laser Jg.1884 Deportiert 1943 Ermordet in Auschwitz | Elberfelder Straße 89, Hagen-Mitte ·                                     | 2. Dez. 2022 | Stolperstein für Leopold Laser (* 29.02.1884 in Vöhl). Er war Handelsvertreter für Textilprodukte. In der Pogromnacht 1938 wurde Leopold für kurze Zeit im Polizeigefängnis Prentzelstraße inhaftiert. Sohn Kurt (* 1915) kam ins KZ Dachau und wurde erst Ende des Jahres entlassen. 1939 gelang ihm, nach Schweden zu fliehen. Tochter Karla (* 1920) konnte schon 1936 mit einem Jugendtransport nach Palästina auswandern. Leopold Laser kämpfte darum, auch den Rest der Familie zu retten. Er konnte 1939 eine Fahrkarte nach Palästina für sich, Frau und Sohn Heinz-Egon kaufen. Aber mit Kriegsbeginn wurde die Flucht unmöglich. Er wurde als Zwangsarbeiter der Firma Schneeweiss zugewiesen. Die Familie verlor ihre Wohnung und musste ab Anfang 1942 im sogenannten Judenhaus in der Potthofstraße wohnen. Von dort aus wurden sie am 2. März 1943 deportiert. |
| Stolperstein Else Eva-Laser, Hagen, Elberfelder Straße 89.                                | Hier wohnte Else Eva Laser geb. Goldberg Jg. 1884 Deportiert 1943 Ermordet in Auschwitz | Elberfelder Straße 89, Hagen-Mitte ·                                     | 2. Dez. 2022 | Stolperstein für Else-Eva Laser geb. Goldberg (* 25.04.1884 in Kassel). Ehefrau von Leopold Laser. |
| Stolperstein Heinz Egon Laser, Hagen, Elberfelder Straße 89.                              | Hier wohnte Heinz Egon Laser Jg. 1925 Deportiert 1943 Ermordet in Auschwitz | Elberfelder Straße 89, Hagen-Mitte ·                                     | 2. Dez. 2022 | Stolperstein für Heinz-Egon Guenther Laser (* 26.11.1925 in Gevelsberg). Sohn von Else-Eva und Leopold Laser. |
| Stolperstein Hartmut Stadtler (1940–1942), Hagen, Konkordiastraß 22.                      | Hier wohnte Hartmut Stadtler Jg.1940 ´Eingewiesen 18.6.1942´ Heilanstalt Aplerbeck ´Kinderfachabteilung´ Ermordet 15.10.1942                                                                    | Konkordiastraße 22, Hagen-Mitte ·                                        | 2. Dez. 2022 | Stolperstein für das Kind Hartmut Stadtler (1940–1942). Hartmut kam in Hagen, Konkordiastraße 22, als Kind mit einer Behinderung zur Welt. Damit galt Hartmut in der NS-Diktatur als minderwertig und erbbelastet. Das Hagener Gesundheitsamt drängte Hartmuts Eltern dazu, den Sohn abzugeben. Er wurde am 6. Juni 1942 in die „Kinderfachabteilung“ der Heilanstalt Dortmund-Aplerbeck eingewiesen, und dort am 15. Oktober 1942 mit einer Todesspritze ermordet. Den Eltern wurde als Todesursache Herzschwäche angegeben. |
| Stolperstein Ernst Mayer (Jg. 1907), Hagen, Lange Straße 57.                              | Hier wohnte Ernst Mayer Jg.1907 Verhaftet 22.8.1942 Feldkriegsgericht Kauen Emslandlager Esterwegen Ermordet 22.2.1943                                                                          | Lange Straße 57, Hagen-Wehringhausen ·                                   | 2. Dez. 2022 | Stolperstein für den Soldaten Ernst Mayer (Jg. 1907) in Hagen-Wehringhausen, Lange Straße 57. Er war Bauarbeiter und diente als Soldat an der Ostfront. Dort entwendete er 1942 vier Kilo Speck von einem Armee-LKW, schickte einen Teil davon nach Hause – er hatte zwei kleine Kinder – und teilte den Rest mit seinen Kameraden. Obwohl sein Vorgesetzter ihn in Schutz nahm, verurteilte die NS-Militärjustiz ihn trotzdem zu einem Jahr Zuchthaus und er kam in das berüchtigte KZ Esterwegen in Niedersachsen. Nach nur drei Monaten starb er dort, angeblich an „Herz- und Kreislaufschwäche“. |
| Stolperstein Walter Siebert (Jg. 1905), Hagen-Wehringhausen, Bismarckstraße 30.           | Hier wohnte Walter Siebert Jg.1905 Im Widerstand / KPD Verhaftet Okt. 1935 ´Vorbereitung Hochverrat´ Zuchthaus Werl Emslandlager Börgermoor 1943 Strafbataillon 999 Entlassen                   | Bismarckstraße 30, Hagen-Wehringhausen ·                                 | 27. Jan. 2023 | Stolperstein für den Arbeiter Walter Siebert (geb. 1905). Im April 1933 wurde er aufgrund seiner politischen Gesinnung (ehem. KPD-Mitglied) willkürlich verhaftet und verbrachte acht Monate in „Schutzhaft“ in Hagen, Dortmund und im KZ Papenburg. 1935 wurde er wegen Vorbereitung zum Hochverrat verhaftet, und zu zwei Jahren und sechs Monaten Zuchthaus verurteilt, die er in Werl und im KZ Börgermoor absaß. 1943 wurde er zwangsweise zum berüchtigten Bataillon 999 rekrutiert. Dort wurde Walter Siebert so krank, dass er bald entlassen werden musste. Er überlebte den Krieg und betrieb anschließend in Hagen eine Leihbücherei. |
| Stolperstein Levy Louis Stern (1866–1942), Hohenlimburg, Wesselbachstraße 2.              | Hier wohnte Louis Stern Jg.1866 „Schutzhaft“ 1938 Buchenwald Deportiert 1942 Theresienstadt Ermordet 21.8.1942                                                                                  | Wesselbachstraße 2, Hohenlimburg ·                                       | 27. Jan. 2023 | Stolperstein für Levy Louis Stern (* 15.03.1866 in Hohenlimburg; † 21.08.1942 in Theresienstadt). Wohnhaft in Hohenlimburg, Arnsberg und Coesfeld. Internierung vom 12.11. bis 21.11.1938 im KZ Buchenwald. Deportiert am 31.07.1942 ab Münster-Bielefeld nach Theresienstadt und dort im Ghetto am 21.08.1942 ermordet. Der schon 2008 verlegte Stolperstein für Louis Stern wurde während der Hochwasserkatastrophe 2021 weggespült und am 27. Januar 2023 erneuert. |
| Stolperstein Alexander (Alex) Schlüter (1903–1941), Hagen-Westerbauer, Enneper Straße 38. | Hier wohnte Alexander Schlüter Jg.1903 Verhaftet 7.1.1939 Zuchthaus Rheinbach Emslandlager Bathorn 1941 KZ Natzweiler KZ Sachsenhausen Ermordet 13.11.1941                                      | Enneper Straße 38, Hagen-Westerbauer ·                                   | 18. Mai 2024 | Stolperstein für Alexander (Alex) Schlüter (* 1903 in Gelsenkirchen-Buer; † 13. November 1941 im KZ Sachsenhausen). Er heiratete 1928 in Hagen-Haspe Katharina Wiegand. Die beiden hatten zwei Töchter. 1939 wurde Alex Schlüter aufgrund homosexueller Kontakte verurteilt und in Saarbrücken zu zwei Jahren Zuchthaus verurteilt. Später umquartiert ins Zuchthaus Rheinbach und Emslandlager Bathorn und ins Zuchthaus Lingen. Am 6. Januar 1941 wurde er in das KZ Sachsenhausen als „Rosa-Winkel-Häftling“ deportiert. Danach als Arbeitssklave im Elsass eingesetzt, wurde er später wieder zurück in Sachsenhausen am 13. November 1941 ermordet. |
| Stolperstein Maximilian (Max) Sander (1894–1941) auf dem Friedrich-Ebert-Platz in Hagen.  | In Hagen wohnte Max Sander Jg.1894 Mehrfach Verurteilt §175 1940 KZ Sachsenhausen 1941 KZ Neuengamme Ermordet 27.3.1941                                                                         | Adresse unbekannt, verlegt Friedrich-Ebert-Platz, Hagen-Mitte ·          | 23. Mai 2024 | Stolperstein für Maximilian (Max) Sander (* 1894 in Wuppertal-Elberfeld; † 27. März 1941 im KZ Neuengamme). Max war Vertreter, ledig und wohnte zuletzt in Hagen. Er wurde mehrfach als Homosexueller verurteilt und im Mai 1940 in das KZ Sachsenhausen deportiert. Im Juli 1940 in das KZ Neuengamme bei Hamburg deportiert und dort am 27. März 1941 ermordet. Seine Leiche wurde danach in der Anatomie der Universität Hamburg für anatomische Untersuchungen und Lehrzwecke verwendet bzw. missbraucht. Danach Einäscherung und Beisetzung der Urne auf dem Hamburger Friedhof in Ohlsdorf. Dort ist sein Grabstein noch heute vorhanden. Bei der Stolpersteinverlegung am 23. Mai 2024 auf dem Friedrich-Ebert-Platz in Hagen für den Homosexuellen Max Sander kam es zu einem eklatanten Vorfall, als sich ein Mann unter die ca. 100 Zuschauer mischte und Hasstiraden gegen Schwule schrie und ihnen den Tod wünschte. Die vor Ort befindliche Polizei nahm umgehend den schon polizeibekannten 36-jährigen Pöbler in Gewahrsam.                                      |